# کردآباد (کبودرآهنگ)
کِردآباد (کبودرآهنگ)، روستایی از توابع بخش مرکزی شهرستان کبودرآهنگ در استان همدان ایران است. مردمانش مانند تمام مردم کبودرآهنگ به زبان ترکی آذربایجانی با لهجه همدانی سخن می‌گویند. از تفاوت لهجه ترکی همدانی با دیگر زبان‌ها ترکی می‌توان به کوتاه کردن جملات دو جمله‌ای به پسوند ین اشاره کر. قدمت به این روستا به دوران سلجوقیان می‌رسد. مقبره منسوب به پوریای ولی در این روستا قرار دارد که مربوط به دوره خوارزمشاهیان است همچنین خوشه صنعتی پوشاک نیز در این روستا قرار دارد.

## جمعیت
این روستا در دهستان حاجی لو قرار دارد و براساس سرشماری مرکز آمار ایران در سال ۱۳۹۵، جمعیت آن ۲۳۴۱ نفر (۶۶۱ خانوار) بوده است مردمانش به زبان ترکی آذربایجانی سخن می‌گویند.
هم‌اکنون این روستا دارای بیش از ۲۰۰ واحد تولیدی پوشاک می‌باشد و به عنوان واحد نمونه کشوری در امر اشتغال معرفی شده است.